# Відкритий чемпіонат Японії з тенісу 1994
Відкритий чемпіонат Японії з тенісу 1994 - чоловічий і жіночий тенісний турнір, що проходив на відкритих кортах з твердим покриттям Ariake Coliseum у Токіо (Японія). Належав до турнірів серії Campionship Series в рамках Туру ATP 1994, а також серії Tier III в рамках Туру WTA 1994. Тривав з 4 до 11 квітня 1994 року. Піт Сампрас і Кіміко Дате здобули титули в одиночному розряді.

## Фінальна частина

### Одиночний розряд, чоловіки
Піт Сампрас —  Майкл Чанг 6–4, 6–2
- Для Сампраса це був 6-й титул за сезон і 28-й - за кар'єру.

### Одиночний розряд, жінки
Кіміко Дате —  Емі Фрейзер 7–5, 6–0
- Для Дате це був 2-й титул за сезон і 4-й — за кар'єру.

### Парний розряд, чоловіки
Генрік Гольм /  Андерс Яррід —  Себастьян Ларо /  Патрік Макінрой 7–6, 6–1
- Для Холма це був 2-й титул за сезон і 5-й - за кар'єру. Для Яррида це був 2-й титул за сезон і 65-й - за кар'єру.

### Парний розряд, жінки
Мамі Доносіро /  Ай Суґіяма —  Яюк Басукі /  Міягі Нана 6–4, 6–1
- Для Доносіро це був єдиний титул за сезон і 1-й — за кар'єру. Для Суґіями це був єдиний титул за сезон і 1-й — за кар'єру.